# Eilema aurora
Eilema aurora är en fjärilsart som beskrevs av Rothschild 1916. Eilema aurora ingår i släktet Eilema och familjen björnspinnare. Inga underarter finns listade i Catalogue of Life.